# Blavet (flod)
Blavet er en flod, som løber fra det centrale område af Bretagne i Frankrig og ud i Biscayabugten nær Lorient. Hele floden er stort set kanaliseret og er fremkommelig for mindre fartøjer. Den er en del af kanalsystemet i Bretagne, og den blev vigtig, da den vestlige del af systemet blev afskærmet ved bygningen af Guerlédan-dæmningen til brug for vandkraft. I dag må bådtrafik fra Nantes via Redon tage Canal du Blavet og så ud i Blavet for at nå havet nær Lorient.
Blavet har sit udspring øst for Bulat-Pestivien i Côtes-d'Armor. Den løber gennem følgende departementer og byer:
- Côtes-d'Armor: Saint-Nicolas-du-Pélem, Gouarec
- Morbihan: Pontivy, Hennebont, Lorient